# Palaumonarch
De palaumonarch (Myiagra erythrops) is een zangvogel uit de familie Monarchidae (monarchen).

## Verspreiding en leefgebied
Deze soort is endemisch op de eilanden van Palau in het westen van Micronesië.

## Status
De grootte van de populatie is niet gekwantificeerd maar de soort wordt omschreven als algemeen op de grootste eilanden van Palau. Op de Rode lijst van de IUCN heeft deze soort de status niet bedreigd.